# Zahinți, Derajnea
Zahinți (în ucraineană Загінці) este o comună în raionul Derajnea, regiunea Hmelnîțkîi, Ucraina, formată numai din satul de reședință.

## Demografie
Componența lingvistică a comunei Zahinți
     Ucraineană (99,24%)
     Alte limbi (0,76%)
Conform recensământului din 2001, majoritatea populației comunei Zahinți era vorbitoare de ucraineană (99,24%), existând în minoritate și vorbitori de alte limbi.